# John Summerson

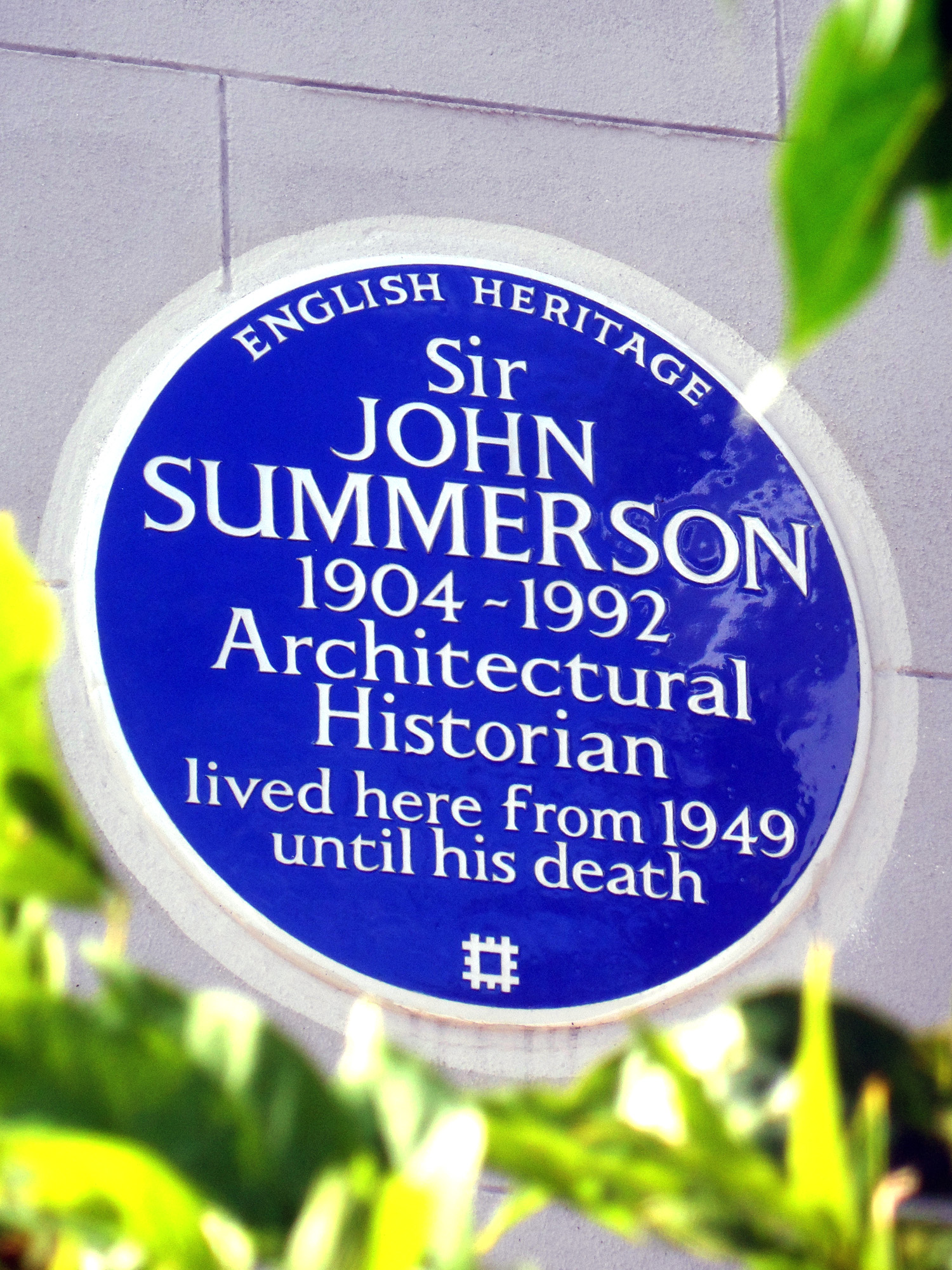
Placa azul English Heritage em 1 Eton Villas, Chalk Farm

Sir John Newenham Summerson CH   CBE (25 de novembro de 1904 - 10 de novembro de 1992) foi um dos principais historiadores da arquitetura britânica do século XX.
Ele nasceu em Barnstead, Coniscliffe Road, Darlington. Seu avô trabalhou para a Darlington e Stockton Railway e fundou a fundição da família Thomas Summerson and Sons em Darlington em 1869. Summerson frequentou uma escola preparatória em Riber Castle, em Derbyshire   antes de ir para Harrow e University College London, onde obteve um diploma de bacharel em 1928. Ele escreveu principalmente sobre a arquitetura britânica, especialmente a da época da Geórgia. Sua Architecture in Britain: 1530-1830 (1ª edição de 1953; muitas edições subsequentes) permaneceu um trabalho padrão sobre o assunto para estudantes e leitores em geral após sua morte. The Classical Language of Architecture (1963) é uma introdução aos elementos estilísticos da arquitetura clássica e traça seu uso e variação em diferentes épocas. Ele também escreveu muitas obras mais especializadas, incluindo livros sobre Inigo Jones e Georgian London, bem como The Architecture of the Eighteenth Century (1986), na qual descreve Boullée de uma maneira positiva distinta, afirmando que Boullée era claramente o ponto de partida para um dos mais ousados inovadores do século, Claude Nicolas Ledoux.
Summerson foi um dos fundadores do National Buildings Record (NBR) em 1941 e foi Comissário da Comissão Real dos Monumentos Históricos da Inglaterra (RCHME) por vinte e um anos, escrevendo a introdução do livro comemorando o quinquagésimo aniversário da NBR em 1991.
Ele foi professor de Belas Artes Slade na Universidade de Oxford para 1958-1959.
Pensa-se que o termo Bristol Bizantino, referindo-se a um estilo influenciado pela arquitetura bizantina e moura e aplicado principalmente a armazéns, fábricas e outros edifícios industriais na cidade de Bristol, tenha sido inventado por Summerson. Ele certamente inventou o termo casa prodígio para casas de cortesão elisabetanas e jacobinas.
Summerson era conhecido por sua abordagem um tanto elitista, e ele nem sempre era um amigo consistente do movimento de conservação. Ele foi contratado pelo ESB na Irlanda para falar em favor da demolição de dezesseis moradias georgianas na Fitzwilliam Street, Dublin. O terraço condenado, disse ele, era "simplesmente uma casa condenada após a outra".  
Uma placa azul da herança inglesa que comemora Summerson foi erguida em sua antiga residência em Chalk Farm, Londres, em março de 2012.